# Masilamea
Masilamea  es una localidad del distrito de Kolovai, en Tonga. Tiene una población de 284 habitantes en 2021.